# Stanislas-Arthur-Xavier Touchet
Stanislas-Arthur-Xavier Touchet (13. listopadu 1848, Soliers – 23. září 1926, Orléans) byl francouzský římskokatolický duchovní, biskup orleánský a kardinál.

## Život
Narodil se 13. listopadu 1848 v Soliers, jako syn ševce Louise Modesta Toucheta a krajkářky Stéphanie Félicité roz. Ducellier. Byl synovcem arcibiskupa besançonského Arthura-Xaviera Ducelliera.
Studoval v Semináři Saint-Sulpice v Paříži. Dne 13. června 1872 byl vysvěcen na kněze. V letech 1872-1894 působil v pastorační službě v arcidiecézi Besançon. Byl generálním vikářem a arcijáhnem v Belfortu.
Dne 18. května 1894 jej papež Lev XIII. ustanovil biskupem diecéze Orléans. Biskupské svěcení přijal 15. července 1894 z rukou biskupa bayeuxského Flaviena Hugonina a spolusvětiteli byli biskup Abel-Anastase Germain a biskup Charles Theuret.
Byl silným odpůrcem zákona o odluce církve od státu v roce 1905.
Konzistorním dekretem mu 23. prosince 1915 bylo uděleno pallium.
Dne 19. června 1922 byl asistentem u papežského trůnu.
Dne 11. prosince 1922 jej papež Pius XI. na konzistoři jmenoval kardinálem. Jako titulární kostel mu byl přidělen Santa Maria sopra Minerva. Kardinálský biret a titul mu byl předán 14. prosince.
Byl členem Kongregace pro disciplínu svátostí, různých seminářů a univerzit, také duchovním Stavební huti baziliky sv. Petra.
Zemřel po několikadenní nemoci 23. září 1926 v Orléans v 5 hodin odpoledne. Během pohřebního průvodu se pohřbení vůz zachytil o tramvajovou trať a kardinálova rakev spadla na vozovku. Snaha umístit jí zpět na pohřební vůz způsobila různé potíže a dlouhé zdržení. Pohřben je v katedrále svatého Kříže v Orléans.